# Ungheria agli XI Giochi olimpici invernali
L'Ungheria partecipò agli XI Giochi olimpici invernali, svoltisi a Sapporo, Giappone, dal 3 al 13 febbraio 1972, con una delegazione di 1 atleta impegnata in una disciplina.